# ورزش در قطر
ورزش در قطر از نظر مشارکت و محبوبیت در درجه اول بر فوتبال متمرکز است. علاوه بر این، دو و میدانی، بسکتبال، هندبال، والیبال، شترسواری، اسب سواری، کریکت و شنا نیز به‌طور گسترده‌ای برگزار می‌شود. در حال حاضر ۱۱ باشگاه چند ورزشی در کشور قطر و ۷ باشگاه تک ورزشی وجود دارد.
بزرگترین رویداد ورزشی که در قطر برگزار شد بازی‌های آسیایی ۲۰۰۶ بود که به میزبانی این کشور در شهر دوحه برگزار شد. همچنین در ۲ دسامبر ۲۰۱۰، قطر حق میزبانی مسابقات جام جهانی ۲۰۲۲ را بدست آورد و بدین ترتیب به اولین کشور عربی میزبان این مسابقات شد.

## فوتبال

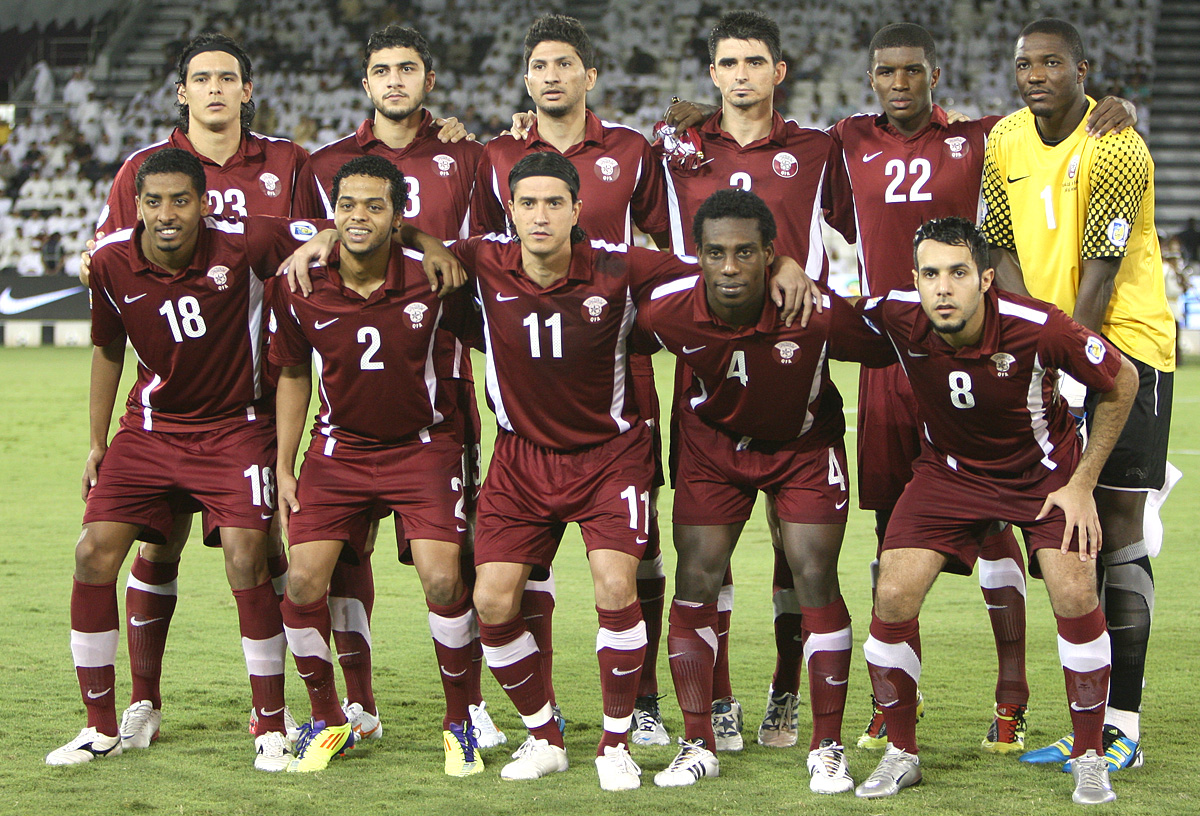
تیم ملی قطر در سال ۲۰۱۱.

فوتبال تقریباً محبوب‌ترین ورزش قطر است و توسط افراد محلی و مهاجران به‌طور یکسان بازی و پشتیبانی می‌شود. این کشور دارای دو لیگ لیگ فوتبال حرفه ای داخلی است. رده برتر که به عنوان لیگ ستارگان قطر شناخته می‌شود، طی چند سال گذشته دست به گسترش‌های زیادی زده‌است. در سال ۲۰۰۹، لیگ از ده به دوازده باشگاه گسترش یافت، و مجدداً در مه ۲۰۱۳ توسط دو باشگاه گسترش یافت و تعداد تیم‌های دسته اول را به چهارده نفر رساند. حضور در مسابقات QSL بسته به محبوبیت تیم‌ها بین ۲۰۰۰ تا ۱۰٬۰۰۰ متغیر است. در نظرسنجی سال ۲۰۱۴ که توسط وزارتخانه‌ها و ادارات دولت قطر انجام شده‌است، ۶۵٪ از ۱٬۰۷۹ پاسخ دهندگان اعلام کردند که آنها در یک مسابقه فوتبال در فصل قبل لیگ شرکت نکرده‌اند.
السد موفق‌ترین باشگاه ورزشی کشور است و در دو دوره جداگانه موفق به کسب مسابقات باشگاه قاره ای شده‌است. رائول گونزالس مهاجم پیشین رئال مادرید و اسپانیا بین سالهای ۲۰۱۲ تا ۲۰۱۴ برای السد بازی کرد و در ژوئیه ۲۰۱۵ این باشگاه خبر امضای ژاوی، بازیگر پیشین بارسلونا و اسپانیا را اعلام کرد. در ماه مه ۲۰۱۹، ژاوی به دنبال بازنشستگی در پایان فصل ۲۰۱۸–۱۹ به عنوان سرمربی این باشگاه منصوب شد.
سایر فوتبالیست‌های مشهور برای بازی در قطر عبارتند از: پپ گواردیولا، گابریل باتیستوتا، فرناندو هیرو و رونالد دی بوئر.
قطر میزبان جام ملتهای آسیا در سالهای ۱۹۸۸ و ۲۰۱۱ بود. همچنین سه بار میزبان جام خلیج فارس بوده و دو بار جام را از آن خود کرده‌است.
قطر پس از شکست ژاپن با نتیجه ۳ بر یک در فینال در ابوظبی، در تاریخ ۱ فوریه ۲۰۱۹ در جام ملت‌های آسیا ۲۰۱۹ قهرمان شد.
در ژوئن سال ۲۰۱۹، فیفا حق میزبانی مسابقات جام جهانی باشگاه‌های ۲۰۱۹ و جام جهانی ۲۰۲۰ باشگاه فیفا را به قطر اعطا کرد.

### جام جهانی فوتبال ۲۰۲۲
در تاریخ ۲ دسامبر ۲۰۱۰، قطر در میزبانی رقابتهای جام جهانی ۲۰۲۲ فیفا در برابر کشورهای ژاپن، استرالیا، ایالات متحده و کره جنوبی پیروز شد. فیفا اظهار داشت که انتخاب قطر به عنوان میزبان جام جهانی به دلیل رسیدگی به بخشی از جهان که قبلاً از میزبانی آن محروم شده بود، اهدا شد. قطر در ناحیه ای قرار دارد که کشورهای فقیر از قاره‌های آفریقا و آسیا نیز با هزینه کمی می‌توانند در این کشور حضور پیدا کنند تا بازی تیم خودشان را ببینند.
کمیته توسعه در کشور قطر در نظر دارد ۹ ورزشگاه جدید را برای جام جهانی احداث کند و سه استادیوم از استادیوم‌های موجود را نیز برای این رویداد گسترش دهد. اولین استادیومی که به اتمام رسید، ورزشگاه بین‌المللی خلیفه بود که در سال ۲۰۱۶ احداث شد.
پیش‌بینی می‌شود این مسابقات هزاران شغل با زیرساخت‌های گسترده لازم برای آماده‌سازی کشور برای میزبانی از بزرگترین بازی‌های ورزشی جهان را ایجاد کند. منابع رسمی قطر تخمین زده‌اند که این کشور ۱۳۸ میلیارد دلار باید برای بزرگراه‌های جدید، یک بندر آب جدید عمیق، یک سیستم مترو و همچنین ۹ استادیوم هزینه کند.

## فوتسال
فوتسال در سال ۲۰۰۷ به صورت کاملاً حرفه ای در قطر تأسیس شد. دو مسابقات فوتسال در قطر وجود دارد. جام فوتسال QFA و جام حذفی، که در سال ۲۰۱۰ تعیین شدند. فوتسال توسط یک بخش از اتحادیه فوتبال قطر تحت نظارت است. لیگ بانوان فوتسال در سال ۲۰۰۹ و به همت کمیته ورزش بانوان راه اندازی شد.

## بسکتبال

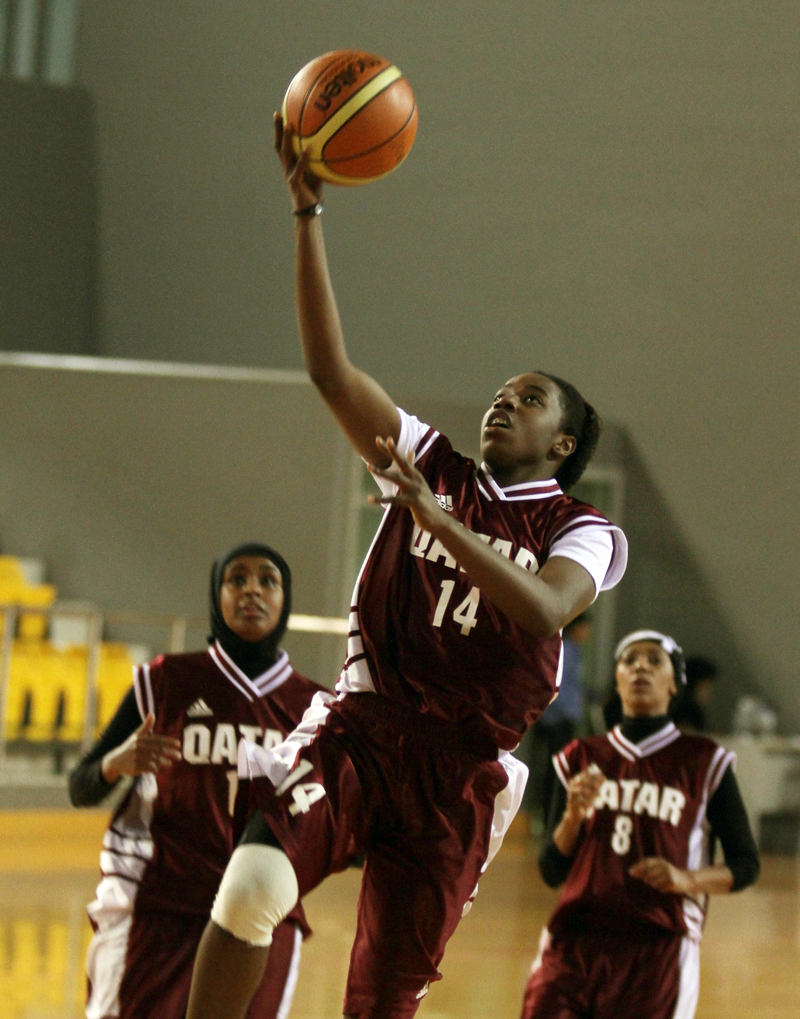
بسکتبالیست زن قطری

بسکتبال یک ورزش درحال پیشرفت در قطر است. این ورزش توسط فدراسیون بسکتبال قطر (QBF) اداره می‌شود. این فدراسیون در سال ۱۹۶۴ تأسیس شد و در سال ۱۹۷۹ در آسیا پذیرفته شد.
نخستین قهرمانی بسکتبال قطر در مسابقات قهرمانی جوانان شورای همکاری خلیج فارس ۱۹۹۵ بوده‌است. تیم ملی بسکتبال در سال‌های ۲۰۰۳ و ۲۰۰۵ مسابقات قهرمانی بسکتبال آسیا به مدال‌های برنز دست یافت و این تیم در سال ۲۰۰۶ جواز صعود به مسابقات جهانی فیبا ۲۰۰۶ را کسب کرد. قطر همچنین برای حضور در مسابقات جهانی فیبا ۲۰۲۳ پیشنهاد حق میزبانی را را اعلام کرده‌است.

## کریکت
هرچند که شهروندان محلی علاقه ای به بازی کردن کریکت ندارند اما کریکت دومین ورزش محبوب قطر است. با وجود این، کارگران و ساکنان شبه قاره هند دوست دارند بازی ای را که در نزدیکی یک مذهب در سرزمین‌های خانگی خود درمان می‌شود، بازی کنند و به دلیل اینکه شبه قاره تقریباً نیمی از شهروندان قطر را تشکیل می‌دهد، این بازی به سرعت سرعت خود را بالا می‌برد.

## گلف
قطر از سال ۱۹۹۸ میزبان مسابقات گلف بین‌المللی قطر بوده‌است که یک رویداد گلف اروپا است.

## هندبال
هندبال یک ورزش تیمی بسیار محبوب در قطر است. این کشور در سال ۱۹۶۸ معرفی شد. با این حال، قطر تا دهه ۱۹۷۰ به فدراسیون بین‌المللی هندبال پیوست. تیم ملی هندبال قطر در چهار دوره جداگانه به مسابقات قهرمانی هندبال مردان جهان واجد شرایط شد و به‌طور خودکار در رده پنجم میزبان قرار گرفت.

## ورزش‌های موتوری

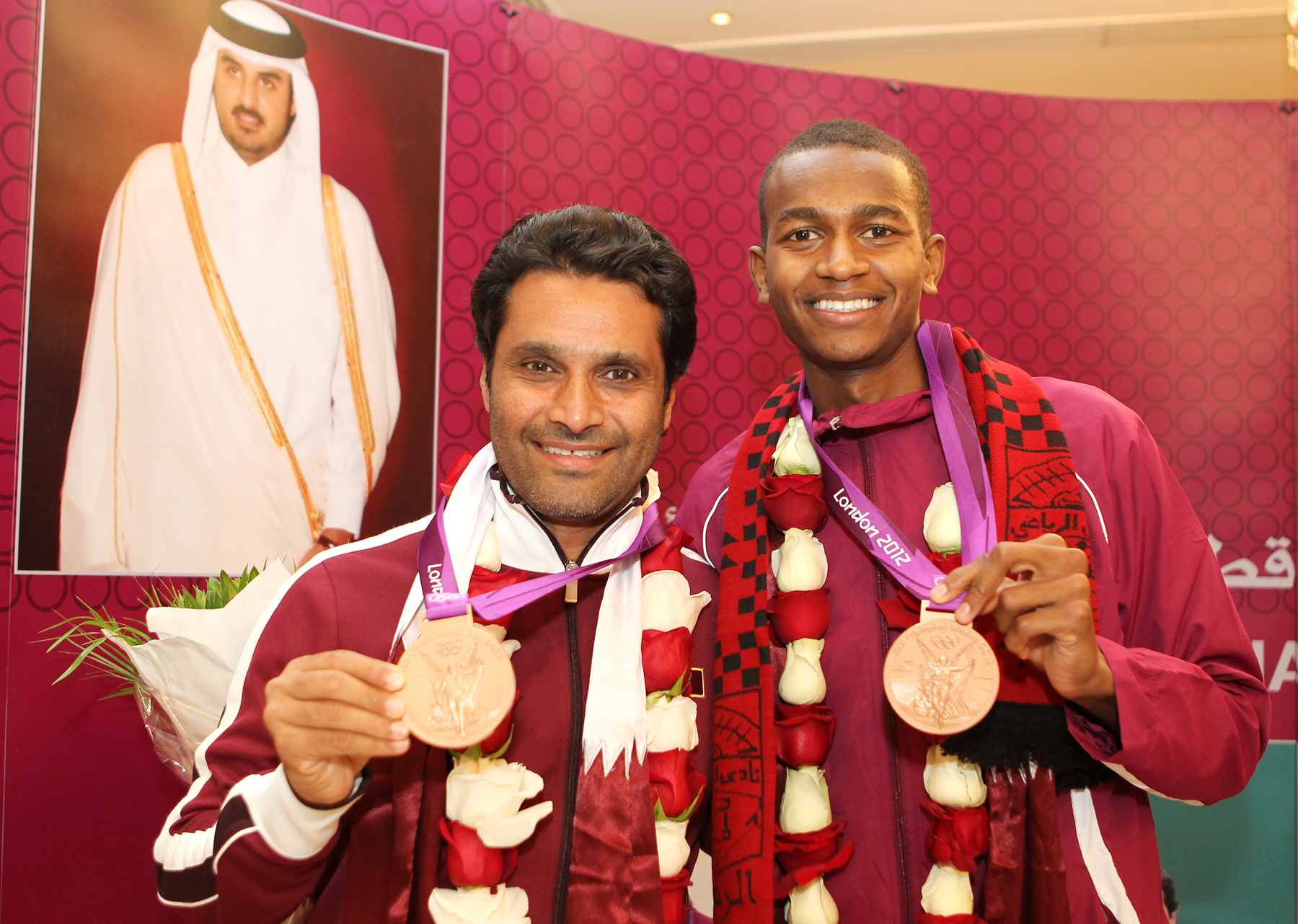
دارندگان مدال برنز موتورسواری ناصر العطیة و معتز عیسی برشم در بازی‌های المپیک تابستانی ۲۰۱۲.

باشگاه مسابقه قطر، یک مرکز مسابقه کشیدن که در آن مسابقه رقابت عربستان واقع است، در دوحه در پایتخت کشور در یک منطقه ۱۵۰٬۰۰۰ متر مربع واقع شده‌است. پیست مسابقه آن دارای ظرفیت ۲٬۰۰۰ نفر است.
خالد بن حمد آل ثانی، اولین قطری که راننده ماشین فرمول یک است. ناصر العطیة ورزشکار قطری موفق به کسب رالی داکار سال ۲۰۱۱ و ۲۰۱۵، جام جهانی رالی کراس اوت کشور فیا ۲۰۰۸ و ۲۰۱۵، مسابقات جهانی رالی تولید در سال ۲۰۰۶ و قهرمانی رالی جهانی -۲۰۱۴ و ۲۰۱۵ شد.

## شتر سواری
از لحاظ تاریخی شتر سواری یک سنت در بین قبایل بادیه نشین قطر بود و در مناسبت‌های خاص مانند عروسی‌ها اجرا می‌شد. تا سال ۱۹۷۲، یک سال پس از استقلال قطر، شتر شواری در سطح حرفه ای تمرین شد. به‌طور معمول، فصل مسابقات شتر از سپتامبر تا مارس برگزار می‌شود. تقریباً ۲۲٬۰۰۰ شتر مسابقه در مسابقات استفاده می‌شود و معمولاً بین ۴ تا ۸ کیلومتر با شتر راه می‌روند.